# Tegenaria yotami
Espèce
Tegenaria yotami est une espèce d'araignées aranéomorphes de la famille des Agelenidae.

## Distribution
Cette espèce est endémique d'Israël. Elle se rencontre dans la grotte de Soreq à Bet Shemesh dans les monts de Judée.

## Description
La femelle holotype mesure 6,86 mm, les femelles mesurent de 4,87 à 6,86 mm.
Cette araignée possède des yeux très réduits.

## Systématique et taxinomie
Cette espèce a été décrite par Aharon et Gavish-Regev en 2023.

## Étymologie
Cette espèce est nommée en l'honneur de Yotam Regev, le mari d'Efrat Gavish-Regev.

## Publication originale
- Aharon, Ballesteros, Gainett, Hawlena, Sharma & Gavish-Regev, 2023 : « In the land of the blind: exceptional subterranean speciation of cryptic troglobitic spiders of the genus Tegenaria (Araneae: Agelenidae) in Israel. » Molecular Phylogenetics and Evolution, vol. 183, no 107705, p. 1-28.